# 神尾記念病院
医療法人財団 神尾記念病院（かみおきねんびょういん）は、東京都千代田区神田淡路町にある病院である。

## 診療科
- 耳鼻咽喉科
- 麻酔科
- 皮膚科
- 美容皮膚科
- 形成外科
- 美容外科

## 医療機関の指定等
- 健康保険指定病院
- 原爆被爆指定病院（一般疾病医療費）
- 労働災害指定病院
- 障害者自立支援指定（育成医療）
- 生活保護指定病院保険医療機関

## 沿革

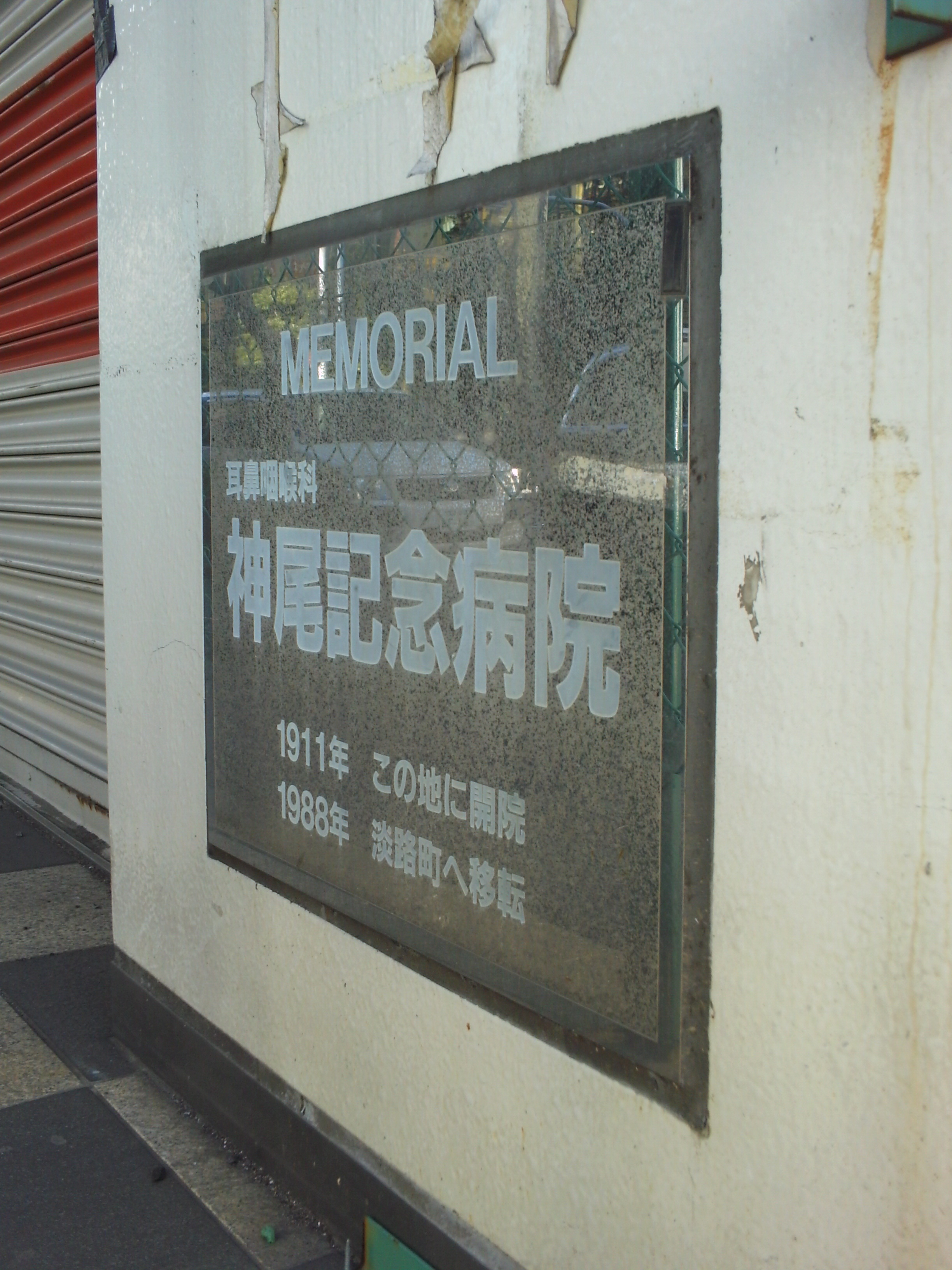
ザ・コンピュータ館当時に掲げられていた神尾病院跡地を示すプレート（2011年に撤去）

- 1911年（明治44年）1月 - 神尾友修が東京市神田区神田金沢町（現在の千代田区外神田4丁目）に耳鼻咽喉科診療所を開業。
- 1917年（大正7年）1月 - 同区神田旅籠町に移転し「神尾病院」に改称。
- 1923年（大正12年）9月 - 関東大震災で全焼。
- 1926年（昭和15年） - 仮建築を経て病院再建の本建築を完了。
- 1945年（昭和20年）3月 - 東京大空襲で全焼。
- 1946年（昭和21年）9月 - 3代目本館竣工。
- 1947年（昭和22年）5月 - 漏電により全焼。
- 1948年（昭和23年）2月 - 4代目本館竣工。
- 1951年（昭和26年）6月 - 個人病院から医療法人財団に改組。
- 1960年（昭和35年）9月 - 5代目本館南側部分竣工。
- 1965年（昭和35年）10月 - 5代目本館北側部分竣工。
- 1989年（平成元年）1月 - 隣接地（関連会社所有）とともにラオックスが新ビル（ザ・コンピュータ館、現AKIBAカルチャーズZONE）建設のため、ラオックスが現在の移転先を提供することで合意し移転、6代目本館移転とともに現名称に改称。
- 2008年（平成20年） - 南館完成。
- 2021年（令和3年） - 附属聴覚クリニック開業。

## 交通アクセス
- 東京メトロ丸ノ内線淡路町駅、都営地下鉄新宿線小川町駅より徒歩4分。
- JR中央線快速・総武線御茶ノ水駅より徒歩5分。
- 東京メトロ千代田線新御茶ノ水駅より徒歩5分。